# Alter Friedhof (Heilbronn)

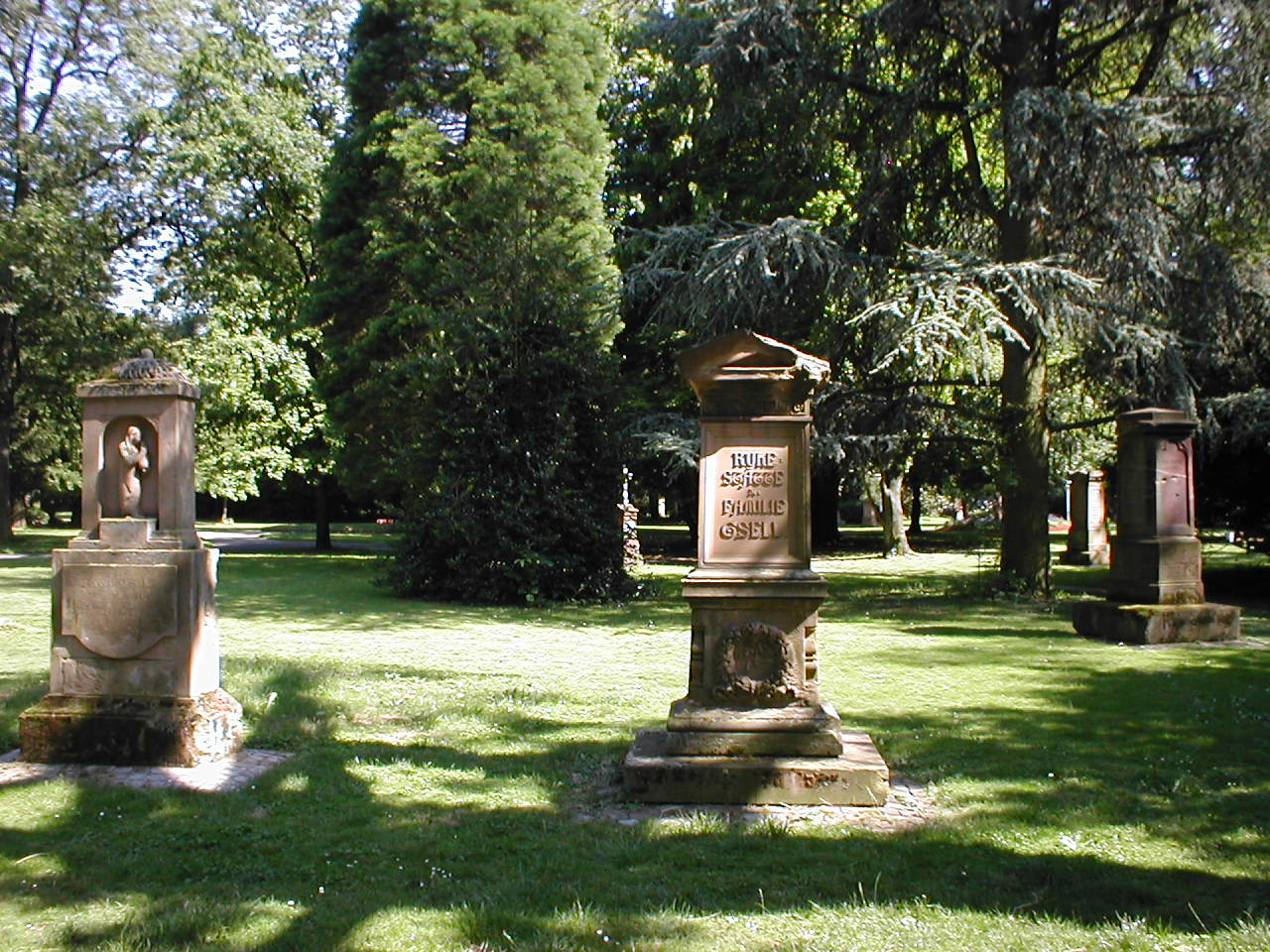
Historische Grabmale im Alten Friedhof Heilbronn

Der Alte Friedhof an der Weinsberger Straße in Heilbronn ist der nach 1887 zum Park umgestaltete ehemalige Friedhof der Stadt, der vom 16. bis ins 19. Jahrhundert belegt wurde. Im Alten Friedhof befinden sich über 200 historische Grab- und Ehrenmale, viele davon für Bürgermeister und Prominente.

## Geschichte

### Anlage außerhalb der Stadtmauern
Der Friedhof wurde 1530 als städtischer Friedhof bei dem seit dem 15. Jahrhundert bestehenden und 1632 abgetragenen Karmeliterkloster angelegt. Der Friedhof lag zur Zeit seiner Gründung außerhalb der Stadtmauern und ersetzte den bisherigen und von da ab geschlossenen innerstädtischen Kilianskirchhof. Beim Karmeliterkloster hatte sich zuvor bereits eine ältere Begräbnisstätte und ein Klosterfriedhof befunden, der im Zuge von Erweiterungen des städtischen Friedhofes rasch in diesem aufging. 1545 erhielt der Friedhof ein großes Steinkreuz, das sich dort noch bis ins 20. Jahrhundert befand und nach dem der Friedhof auch zeitweise Kreuzkirchhof genannt wurde. Der Friedhof war ursprünglich nur Begräbnisstätte der Protestanten, die (zahlenmäßig geringen) Katholiken wurden zunächst noch im Friedhof beim Deutschhof beigesetzt. Wenn Notzeiten, z. B. die Belagerung der Stadt 1634 und 1688, keine Begräbnisse im außerhalb der Stadtmauern gelegenen Friedhof zuließen, wurden Tote gelegentlich auch weiterhin innerhalb der Stadt am Kirchhöfle bei der Nikolaikirche beigesetzt.

### Erweiterungen bis ins 19. Jahrhundert
Der Friedhof wurde, zumeist aufgrund von Seuchenausbrüchen mit einer großen Zahl zu bestattender Toter, mehrfach vergrößert, so auch in den Jahren 1611 und 1613, wobei anlässlich der letztgenannten Vergrößerung der Friedhof auch von Zaun und Mauern umgeben wurde. Die Hauptmauer entstand 1659. Nach der Schließung des katholischen Deutschhof-Friedhofs 1778 wurden auch Katholiken dort beigesetzt. Nach dem Ankauf des Karmelitergartens und einiger Privatgärten zur letztmaligen Friedhofserweiterung nach 1834 wurde die auf ihre heutige Größe erweiterte Anlage am 23. Juli 1836 mit einer Fläche von knapp 12 Morgen als Neuer Friedhof wiedereröffnet. 1840 wurde eine Leichenhalle erbaut. Wegen seiner exotischen Pflanzenbestände wie auch des gepflegten Eindrucks der Anlage wurde in der Oberamtsbeschreibung von 1865 der Friedhof als der schönste in Württemberg genannt. Ab den 1870er Jahren betrieb der Bildhauer Georg Friedrich Spindler ein Grabsteingeschäft unmittelbar am Friedhof. Bestattungen in Reihengräbern wurden im November 1882 wegen Überfüllung eingestellt, Bestattungen in bereits bestehenden Familiengräbern fanden noch bis 1887 statt. Als Ersatz wurde 1882 der neue Heilbronner Hauptfriedhof eröffnet. Zur Unterscheidung von diesem damals Neuer Friedhof genannten Friedhof wurde aus dem Friedhof an der Weinsberger Straße der Alte Friedhof.

### Umnutzung zum Park um 1900
Um 1900 begann die Stadt mit der sukzessiven Umgestaltung des aufgelassenen Friedhofs zu einer öffentlichen Parkanlage. Einige Gräberfelder wurden zu Rasenflächen umgenutzt, und zusätzlich zu den vorhandenen größeren Ziergewächsen wurden weitere exotische Pflanzen gesetzt. Seit 1937 gilt der Alte Friedhof als Naturdenkmal.
Das 1840 erbaute Leichenhaus wurde aufgestockt und zum Museumsgebäude umgenutzt. Es beherbergte ab 1916 das Robert-Mayer-Museum für Naturgeschichte, nach einer Neuordnung des Heilbronner Museumswesens ab 1935 das nach dem Stadtarzt und Prähistoriker Alfred Schliz benannte Alfred-Schliz-Museum.
Der Friedhof wurde beim Luftangriff vom 4. Dezember 1944 schwer beschädigt. Der Lehrer und Heimatkundler Wilhelm Mattes barg aus der Ruine des völlig zerstörten Schliz-Museums über 300 Exponate. Das große historische Steinkreuz des Friedhofs wurde völlig zerstört, und auch der Rest der Anlage wurde durch Kriegseinwirkungen schwer in Mitleidenschaft gezogen.

### Nutzung seit dem Zweiten Weltkrieg
Nach dem Zweiten Weltkrieg gab es verschiedene Überlegungen zur künftigen Nutzung der Anlage. Im Gespräch waren unter anderem der Wiederaufbau des Museumsgebäudes als Kindergarten und die Umbenennung der Anlage in Robert-Mayer-Park. Viele kriegsbeschädigte Grabsteine wurden entfernt, die Ruine des Museumsgebäudes diente zeitweilig als Bühne für Theateraufführungen. Zu Beginn der 1950er Jahre fiel dann der Beschluss, die Anlage ihrem Charakter nach als alten Friedhof zu erhalten. Der im Krieg in Mitleidenschaft gezogene Baumbestand wurde ergänzt, die Museumsruine wurde abgetragen und anstelle der meisten bisher rechtwinklig verlaufenden Wege wurden neue, den Trampelpfaden, die sich entwickelt hatten, folgende Wege durch den Park angelegt. Die noch vorhandenen historischen Grabsteine wurden in loser Anordnung über die Anlage verteilt. Mitte der 1950er Jahre entstand auch der bis heute bestehende Spielplatz auf dem Gelände. Im Zuge der Umgestaltung der Heilbronner Allee wurde das ursprünglich dort befindliche Heilbronner Kaiser-Wilhelm-Denkmal in den Park versetzt.
Im Jahr 1961 fanden Umbauarbeiten an der historischen Friedhofsmauer statt, um insbesondere verkehrsgünstigere Zugänge zum Park zu schaffen. 1968 gab es von städtischer Seite Bestrebungen, die Friedhofsmauer entlang der Weinsberger Straße abzubrechen, um die Parkanlage offener zu gestalten. Das Vorhaben scheiterte an massiven Bürgerprotesten. Nachdem in den 1970er Jahren nochmals einige Wege verändert und begradigt wurden, kümmert sich das Grünflächenamt der Stadt seitdem vor allem um die Pflege und den Erhalt des historischen Baumbestandes. Um 1990 wurden zahlreiche der historischen Grabmale saniert, wenngleich deren fortschreitender Verfall durchaus auch als stimmiges Zeichen der Vergänglichkeit an der einstigen Begräbnisstätte akzeptiert wird.
Der Friedhof dient als öffentliche Parkanlage, gelegentlich auch als Kulisse für Veranstaltungen.

## Grabmale und Denkmale

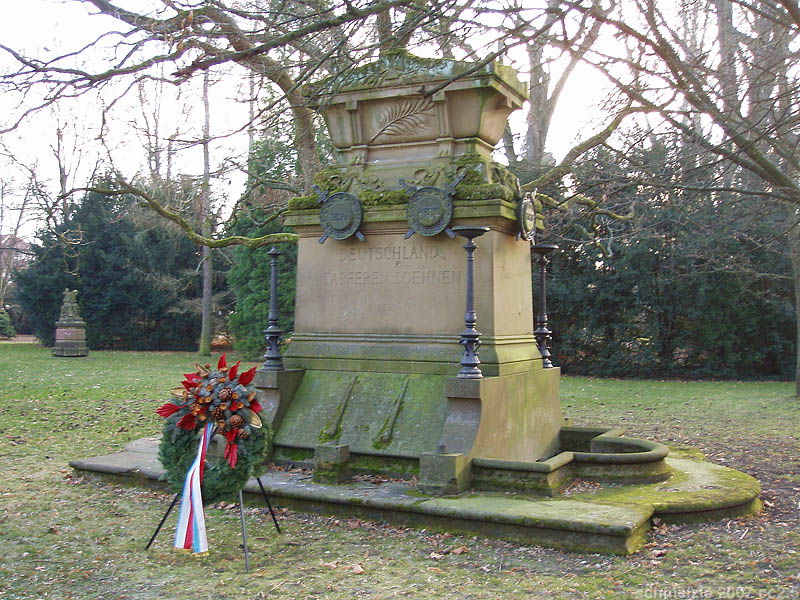
Ehrenmal 1870/71

Die ältesten der über 200 erhaltenen Grabmale stammen noch aus historischen Kirchen, neben der Marienkirche des Karmeliterklosters vor allem aus der Franziskanerkirche am Hafenmarkt. Neben diesen nachträglich in den Friedhof verbrachten Grabmalen, die zum Teil noch aus der Zeit vor dem 16. Jahrhundert stammen, haben sich auf dem Areal Grabmale aus allen Zeiten der Belegung des Friedhofs vom 16. bis zum 19. Jahrhundert erhalten. Durch die vielfachen Umgestaltungen der Anlage befinden sich nur noch wenige Grabmale an ihrem originalen Standort. Aufgrund ihres teilweise hohen Alters und ihrer großen stilistischen Vielfalt zählt der Friedhof zu den bemerkenswertesten Natur- und Kulturdenkmalen in Württemberg. 
Besonders schmuckvoll oder geschichtlich interessant sind u. a. die Grabmale der Bürgermeister Franz Bürckner († 1574), Balthasar Aff († 1575), Johann David Feyerabend (1643–1716) und Heinrich Titot (1796–1871), des Papierfabrikanten Gustav Schaeuffelen (1798–1848), des Silberwarenfabrikanten Georg Peter Bruckmann (1778–1850), des Physikers Robert Mayer (1814–1878) und des Geologen Friedrich von Alberti (1795–1878). Zu den weiteren bedeutenden Grabmalen zählen die Grabmale des Theologen Christian Märklin (1807–1849), der Heilbronner Familien Rümelin, Rauch (mit Gräbern von Adolf von Rauch (1798–1882) und Moriz von Rauch (1794–1849) und weiterer Angehöriger) und Klett (mit Grabmal von Christian Johann Klett (1770–1823), dessen Frau Lisette Kornacher (1773–1858) und weiterer Angehöriger), des Orgelbauers Ludwig Kulmbacher (1790–1855), des Stadtmusikdirektors Ernst Maschek (1812–1879), des Stadtarztes Adolf Schliz (1813–1877), des Kaufmanns und Stifters Ernst Achtung (1837–1874), des Großhändlers und Landtagsabgeordneten Friedrich Eduard Mayer (1809–1875), des Apothekers Philipp Friedrich Sicherer (1803–1861), des Heilbronner Cluss-Stammvaters Georg Andreas Cluss (1750–1822) sowie zweier Freifrauen Rüdt von Collenberg aus dem 19. Jahrhundert.
Das Kriegerdenkmal im Alten Friedhof von 1870/71 ist das älteste Kriegerdenkmal in Heilbronn und erinnert an 16 Landser des Deutsch-Französischen Krieges 1870/71, die in Heilbronner Lazaretten ihren Verletzungen erlagen. Die Gräber selbst lagen kreisförmig um das Denkmal, sind aber nicht mehr zu erkennen. Bei dem Denkmal fanden bis 1918 regelmäßig Sedanfeiern statt. 
An der Stelle des einstigen Leichenhauses befindet sich seit 1959 das Kaiser-Wilhelm-Denkmal von 1893, das zuvor auf der Allee stand.

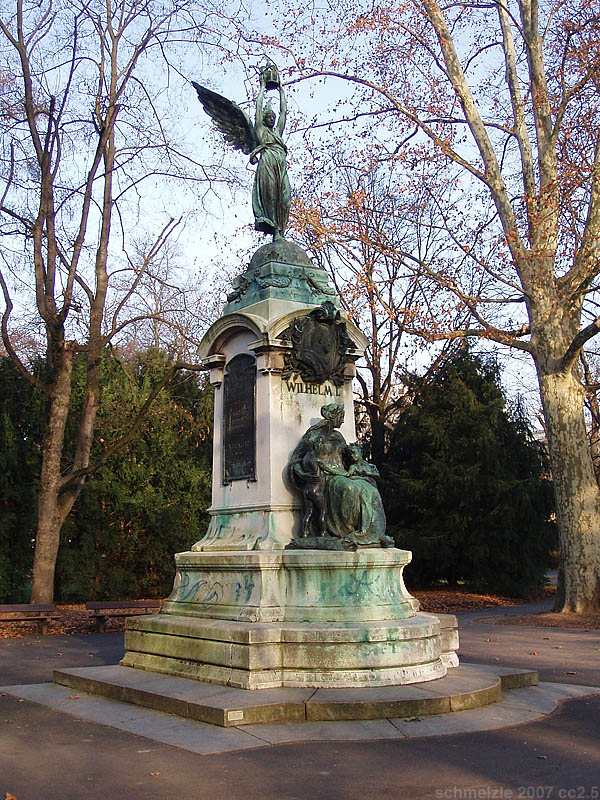
Kaiser-Wilhelm-Denkmal
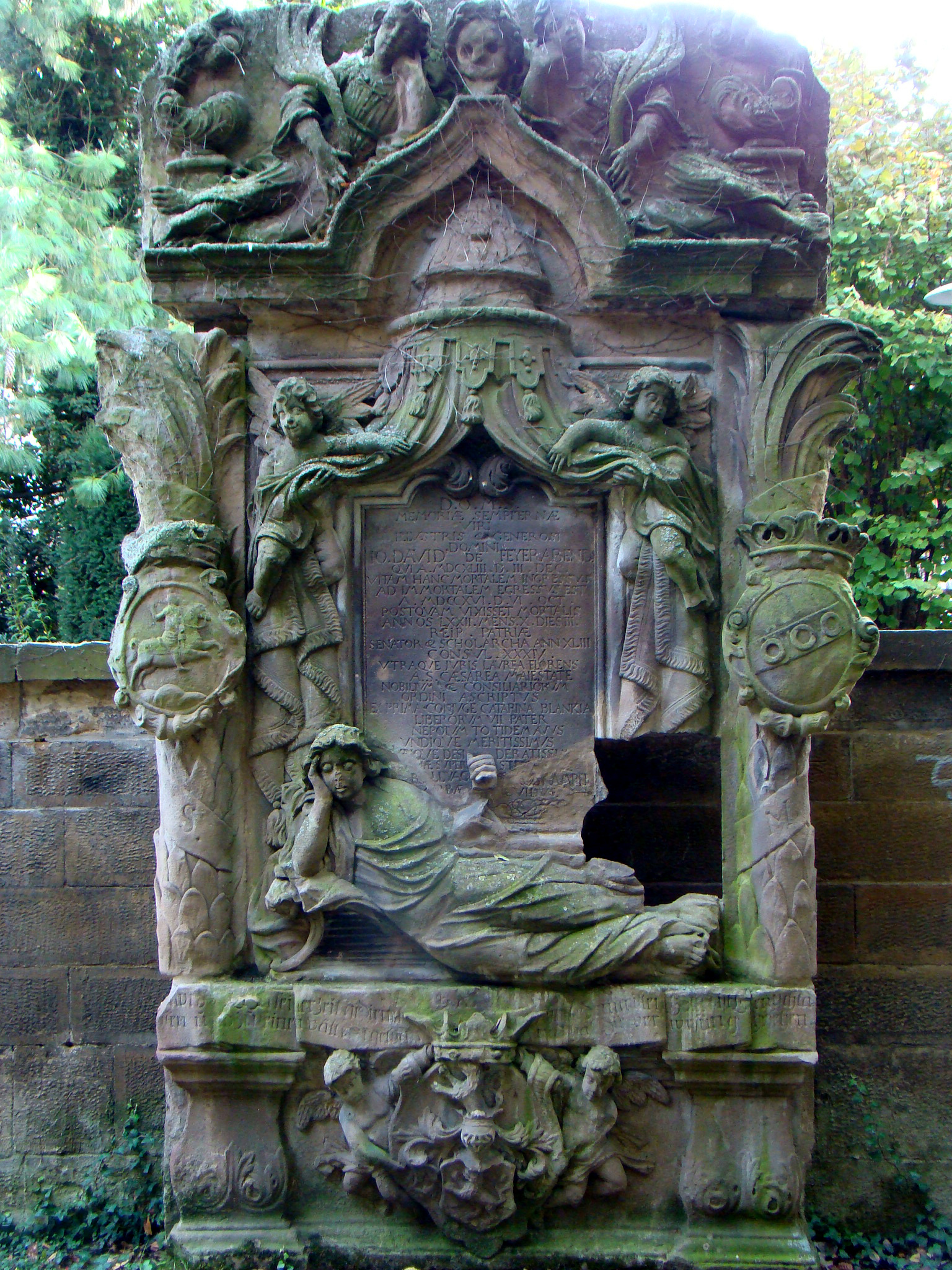
Grabmal J. D. Feyerabend
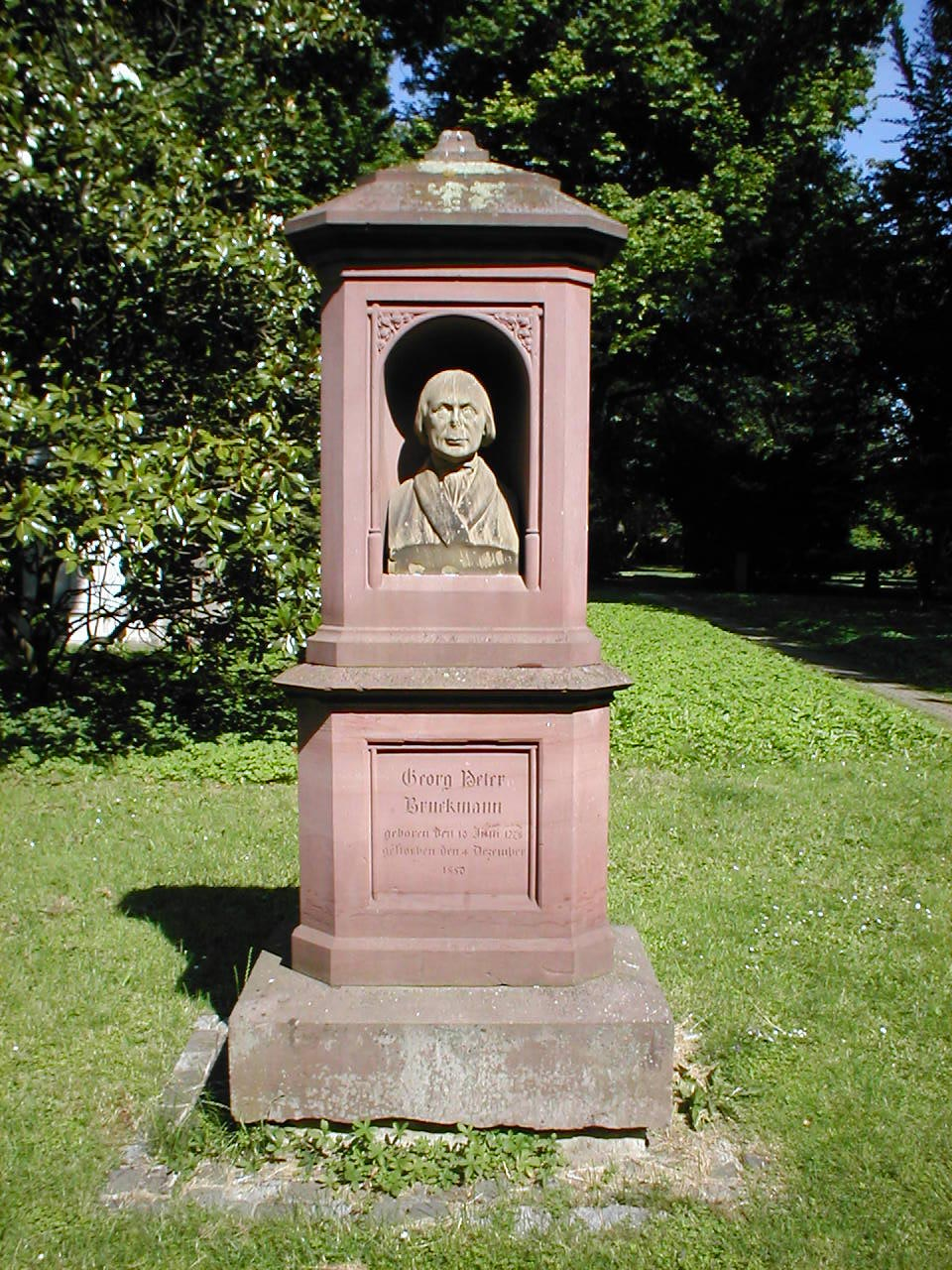
Grabmal G. P. Bruckmann
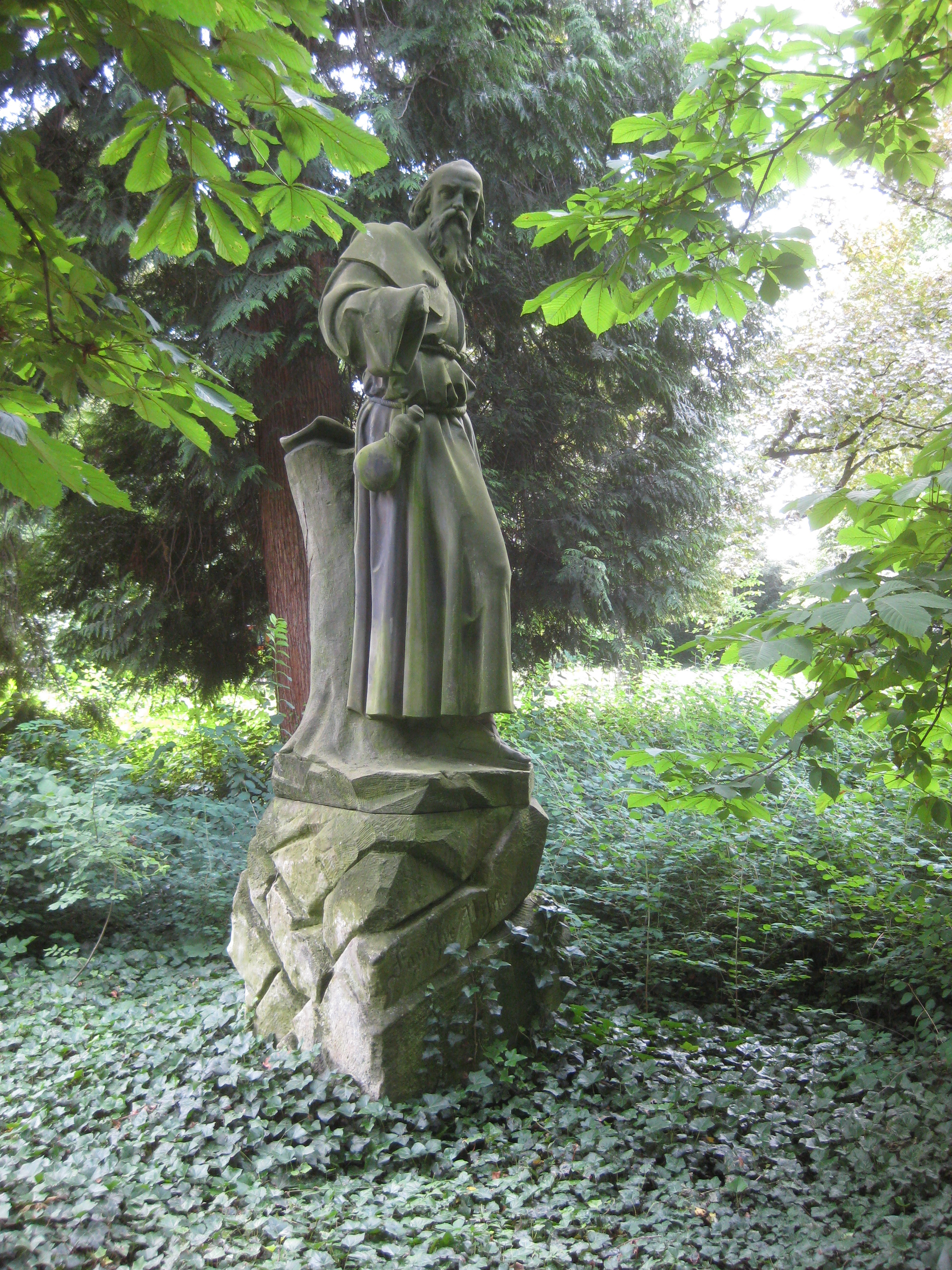
Pilgerstatue von Albert Güldenstein auf dem Grab der Familie Pilger

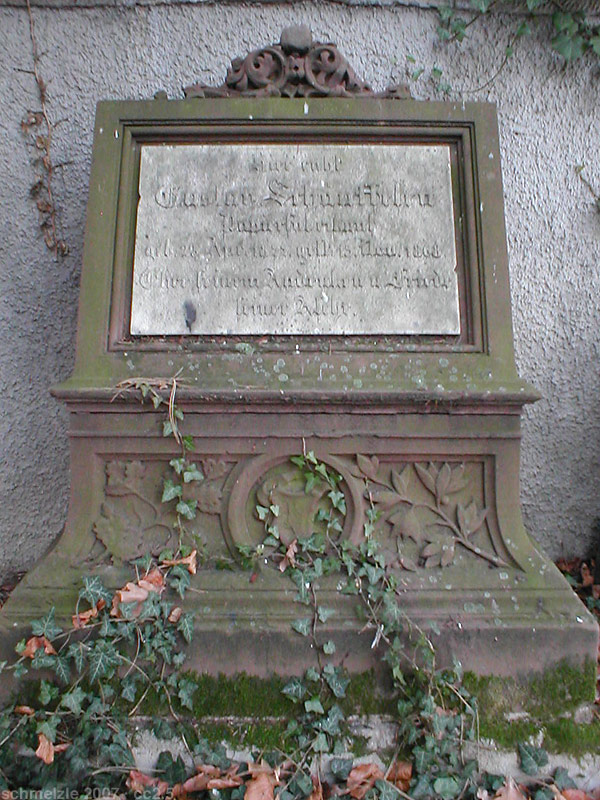
Grabmal Gustav Schaeuffelen
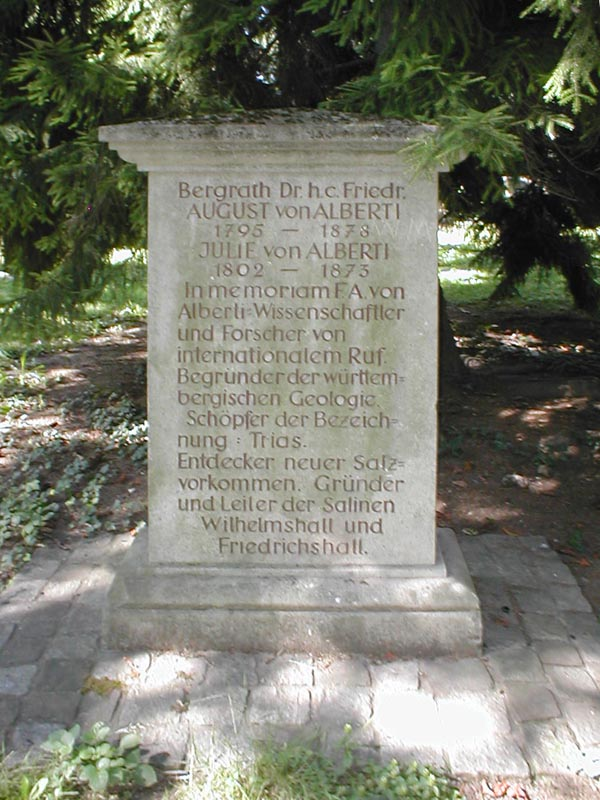
Gedenkstein für F. A. v. Alberti
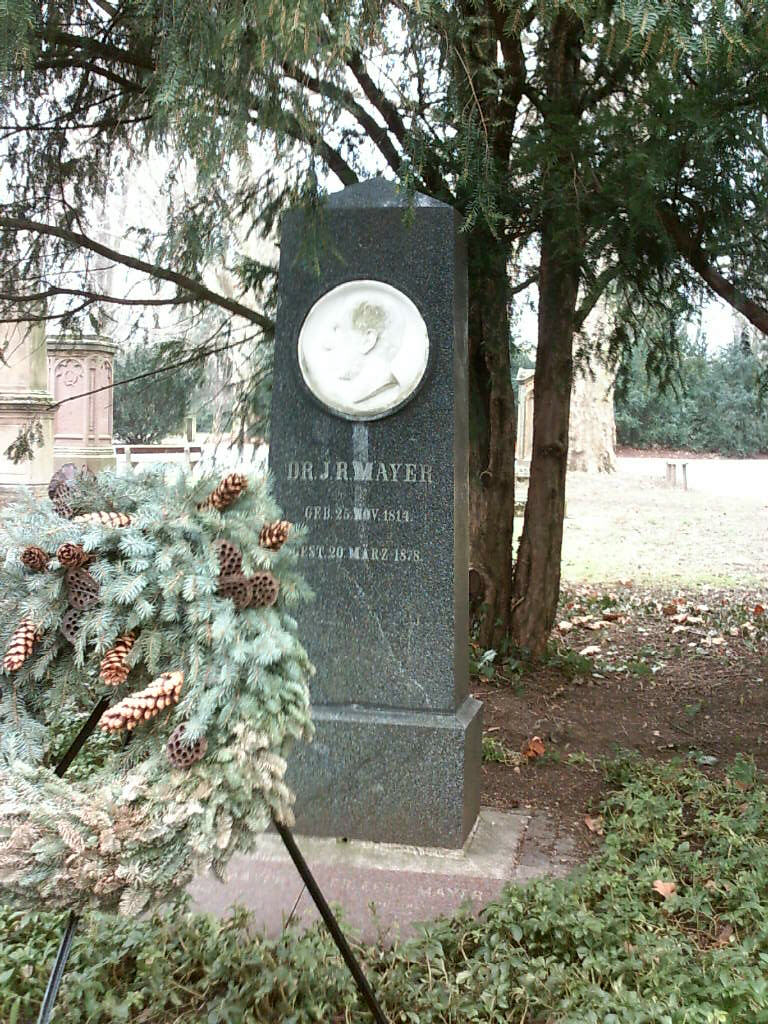
Grabstein Robert Mayer
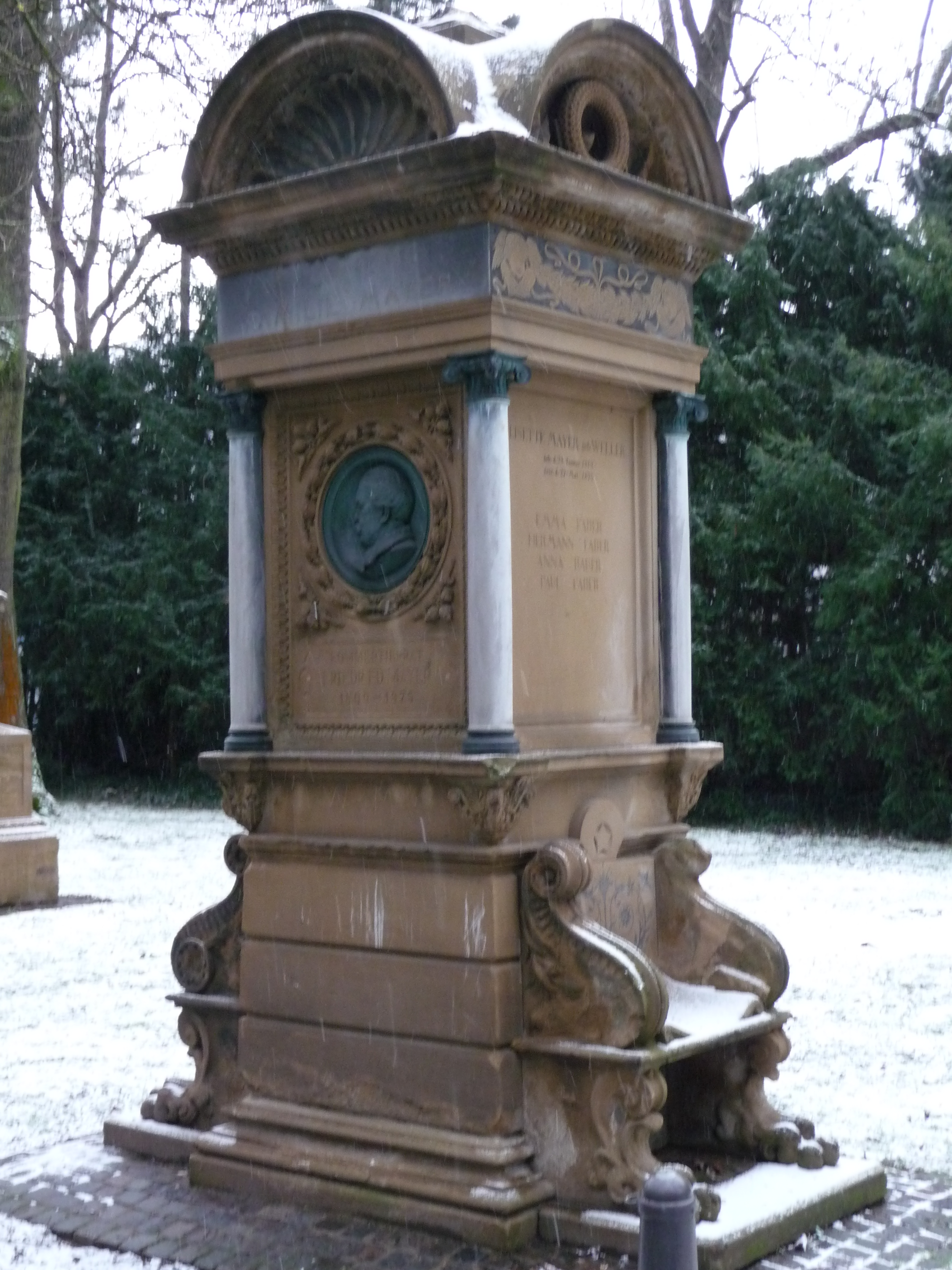
Grabmal Friedrich Eduard Mayer